# Cerrobius tancitarus
Cerrobius tancitarus är en mångfotingart som beskrevs av Chamberlin 1942. Cerrobius tancitarus ingår i släktet Cerrobius och familjen stenkrypare. Inga underarter finns listade i Catalogue of Life.